# オバーレンダー (護衛駆逐艦)
|           | |
| 艦歴      | |
| 発注:     | |
| 起工:     | 1943年11月8日 |
| 進水:     | 1944年1月18日 |
| 就役:     | 1944年5月11日 |
| 退役:     | 1945年7月11日 |
| その後:   | 1945年11月6日に海没処分                                                                                              |
| 除籍:     | 1945年7月25日 |
| 性能諸元  | |
| 排水量:   | 基準：1,350トン、 満載：1,745トン                                                                                    |
| 全長:     | 306 ft 0 in |
| 全幅:     | 36 ft 8 in |
| 吃水:     | 9 ft 5 in |
| 機関:     | ギアード・タービン、2軸推進                                                                                          |
| 最大速:   | 24ノット |
| 航続距離: | 6,000 海里 (10,000 km) 12ノット時                                                                                    |
| 乗員:     | 士官14名 下士官兵201名                                                                                               |
| 兵装:     | 38口径5インチ砲2基 ボフォース40mm機銃連装2基 エリコン20mm機銃10門 21インチ魚雷発射管3基 ヘッジホッグ1基、爆雷軌条2基 |

オバーレンダー (USS Oberrender, DE-344) は、アメリカ海軍の護衛駆逐艦。ジョン・C・バトラー級。艦名は、第三次ソロモン海戦後に伊号第二六潜水艦（伊26）の雷撃で撃沈された軽巡洋艦ジュノー (USS Juneau, CL-52) に搭乗し戦死した機関担当士官であるトーマス・オーリン・オバーレンダー・ジュニア少佐に因んで命名された。

## 艦歴
オバーレンダーはテキサス州オレンジ (テキサス州)のコンソリデーテッド・スチール社で1943年11月8日起工。1944年1月18日にオバーレンダー少佐の未亡人であるオバーレンダー夫人により命名、進水。同年5月11日にサミュエル・スペンサー艦長の指揮下就役した。
1944年5月28日、オバーレンダーはバミューダ諸島へ向かう。そこで7月初めまで慣熟訓練を行った後、ノーフォーク、アルバを経て、8月1日にパナマ運河を通過した。オバーレンダーは真珠湾とエニウェトク環礁間での船団護衛任務につき、9月30日までにマーシャル諸島への二度の航海をおこなった。アドミラルティ諸島のマヌス島に立ち寄った後、オバーレンダーはフィリピン侵攻に向かう護衛空母群を護衛した。
11月10日、オバーレンダーはマヌス島ゼーアドラー湾で給兵艦マウント・フッド (USS Mount Hood, AE-11) の爆発に巻き込まれて損傷し、11月中マヌス島に留まった。復帰後オバーレンダーはオランダ領東インドやフィリピン方面で護衛や哨戒任務に従事した。その後活動場所は日本本土に近づいていった。
5月9日、オバーレンダーは沖縄海域で行動中、台湾方面からやってきた特攻機の突入を受けて大破し、乗員24名が戦死した。この日はイングランド (USS England, DE-635) にも特攻機が命中した。オバーレンダーは前進根拠地である慶良間諸島に曳航されたが修理不能であり、1945年7月11日に退役し7月25日に除籍された。その後、オバーレンダーの船体は1945年11月6日に砲撃で沈められた。
オバーレンダーは第二次世界大戦の戦功で3個の従軍星章を受章した。